# Claro TI

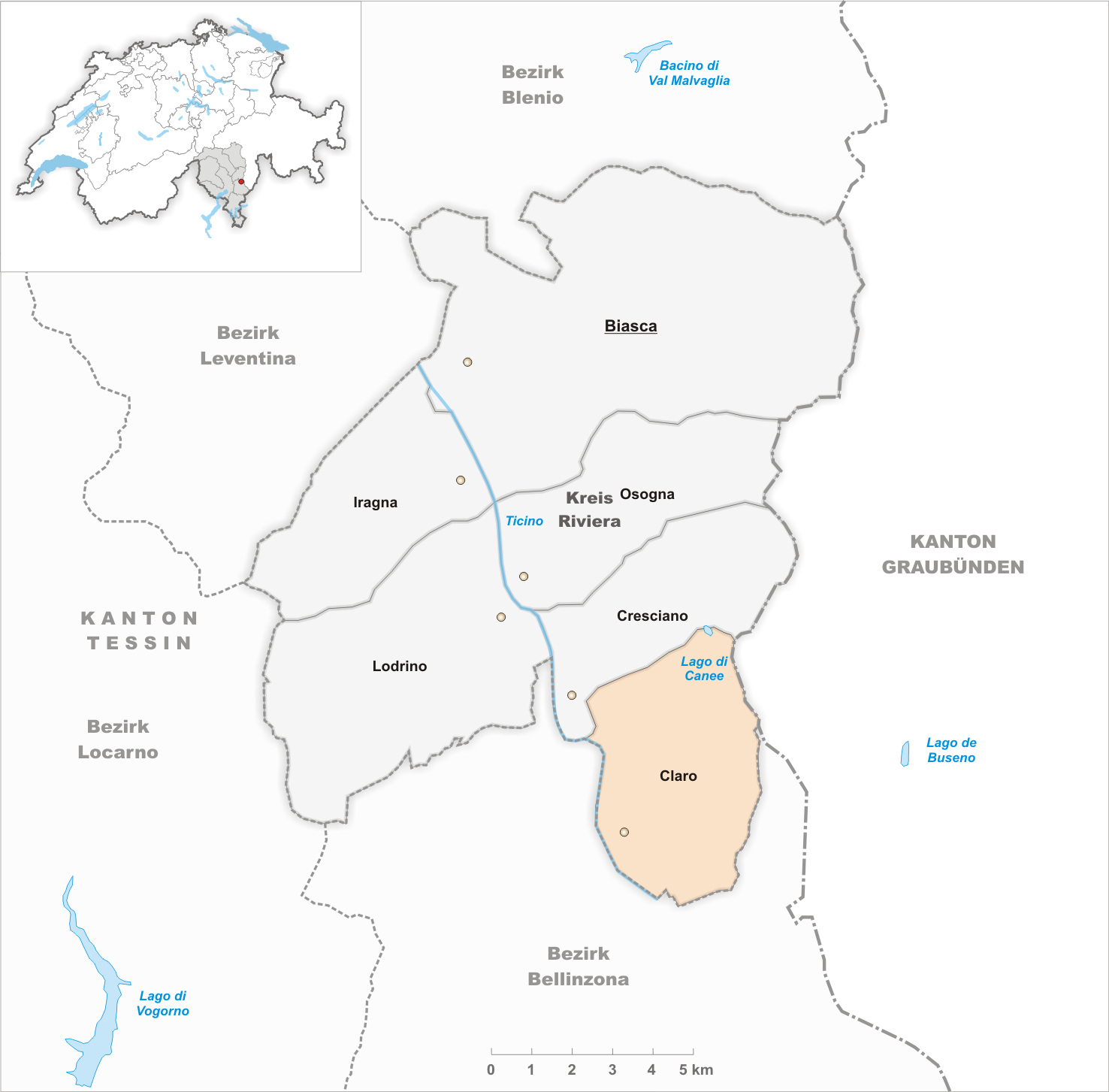
Gemeindevorstand vor der Fusion am 1. April 2017

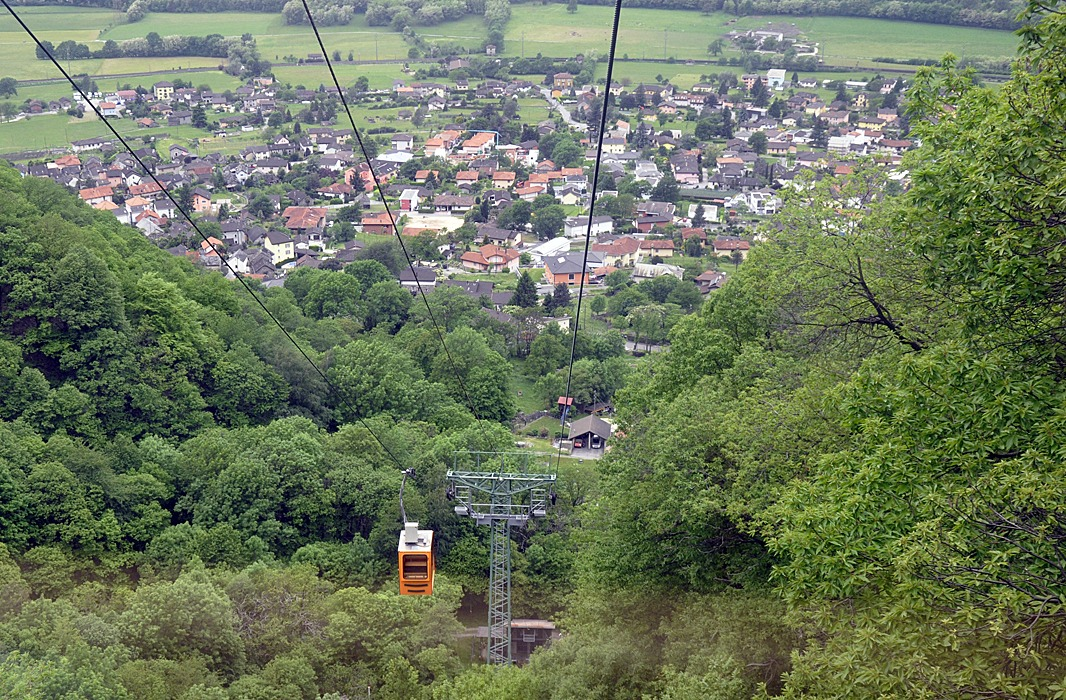
Blick auf Claro mit der zum Kloster führenden Seilbahn

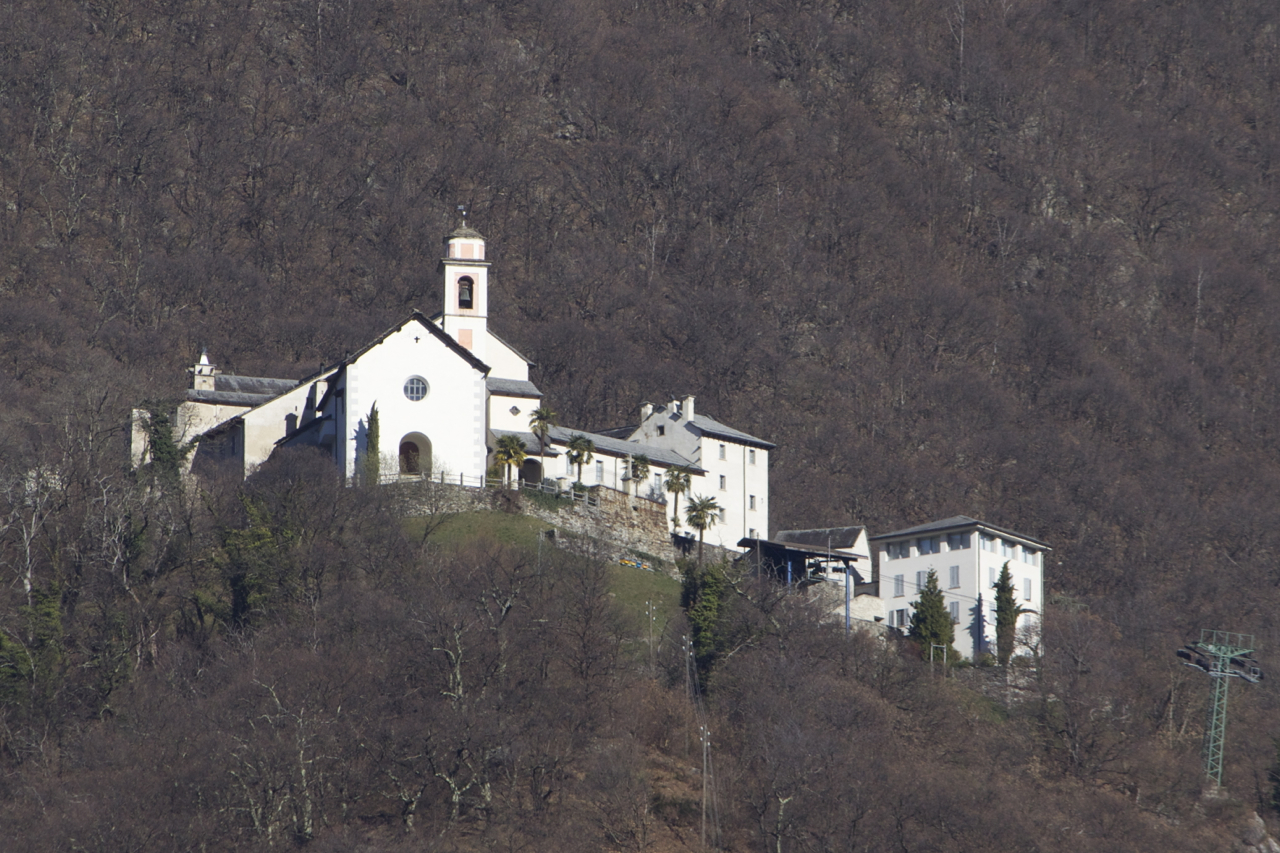
Kloster Santa Maria Assunta

Werner Friedli (Fotograf): Kloster Santa Maria Assunta, historisches Luftbild (1953)

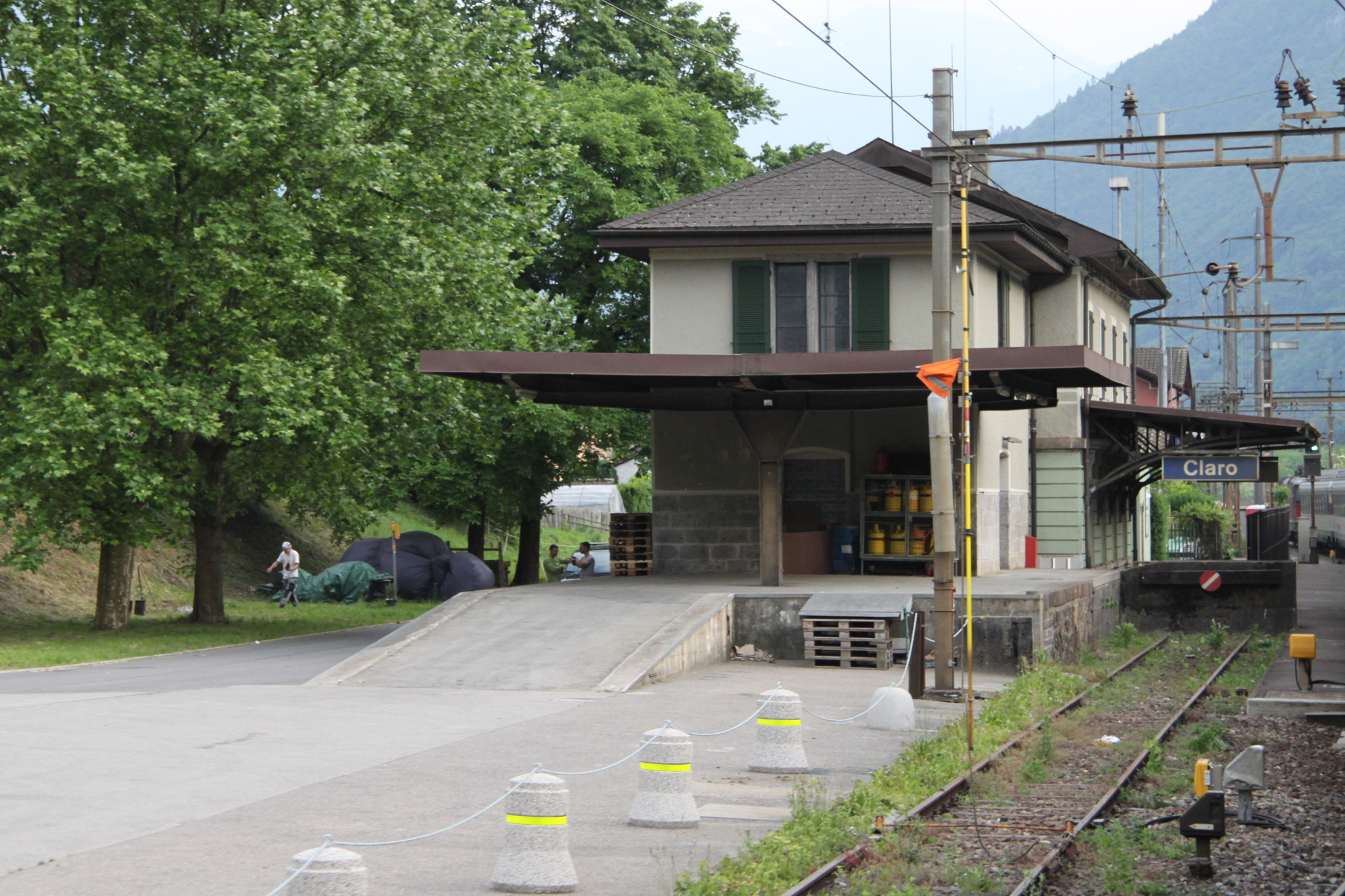
Ehemalige Station Claro

Claro (Ausspracheⓘ), in der alpinlombardischen Ortsmundart Crè [krɛ], ist ein Ortsteil der Gemeinde Bellinzona im Schweizer Kanton Tessin. Bis zum 1. April 2017 bildete Claro eine selbständige politische Gemeinde.

## Geographie

Luftbild von Walter Mittelholzer (1931)

Das Dorf liegt am linken Ufer des Tessins, an der Kantonsstrasse Biasca–Bellinzona. Zu Claro gehören auch die Fraktionen Scubiago, Dun, Brégh, Cassero und Torascia.

## Geschichte
Claro wurde erstmals 1120 als locus Clari erwähnt, als die damaligen Besitzer, niedere Vasallen des Erzbischofs von Mailand, ihre Güter an dessen Domkapitel abtraten. Die Besiedlung des Gemeindegebiets geht jedoch, wie archäologische Gräberfunde belegen, bis in die Bronzezeit zurück.
Aus der Zeit des späten 11. und des späten 12. Jahrhunderts sind je ein Verwaltungsgebäude der Mailänder und der Locarneser erhalten, die damals in Claro Zehntenrechte besassen. Zwischen 1402 und 1422 sowie von 1449 bis 1798 stand der Ort unter der gemeinen Herrschaft der Urkantone Uri, Schwyz und Nidwalden (Landvogtei Riviera). 1803 kam er an den neugegründeten Kanton Tessin. 1874 erhielt Claro eine (mittlerweile geschlossene) Bahnstation der Gotthardbahn.
2017 wurde Claro nach Bellinzona eingemeindet. Es bildet aber nach wie vor eine eigenständige Bürgergemeinde.

## Bevölkerung
Einwohnerzahlen: Volkszählungsdaten

## Sehenswürdigkeiten
- Die Pfarrkirche Santi Rocco e Sebastiano im Ortsteil Brégh stammt aus dem 16. und 17. Jahrhundert und weist im Innern prächtige Stuckverzierungen auf.[6][7]
- Auf einem Felsplateau oberhalb des Ortes, auf 621 Meter Höhe, thront das 1490 gegründete und im 17. Jahrhundert erweiterte Benediktinerinnenkloster Santa Maria Assunta.[8] Die rund ein Dutzend Nonnen zählende Gemeinschaft lebt in Klausur. Das Kloster ist über eine Forststrasse, eine Luftseilbahn oder einen alten Saumpfad erreichbar. Das Gesamtbild der Bauten ist im Inventar der schützenswerten Ortsbilder der Schweiz (ISOS) als schützenswertes Ortsbild der Schweiz von nationaler Bedeutung eingestuft.[9][10]
- Die Kirche Santi Nazario e Celso im Ortsteil Scubiago wurde 1207 erstmals erwähnt und im 16. und 17. Jahrhundert vollständig umgebaut.[11] Im Innern finden sich Reste von Fresken aus der Renaissance und dem 17. Jahrhundert.[8]
- Die Friedhofskirche San Lorenzo im Ortsteil Cassero ist ein einschiffiger Barockbau mit einem romanischen Turm aus dem 11. Jahrhundert.[8]
- Reste dreier mittelalterlicher Befestigungsanlagen: Cortauro im Ortsteil Dun (gegen 1200), sogenanntes Castello deí Magoria im Ortsteil Matro (Ende 13. Jahrhundert?) und Spuren einer Burg oberhalb der Kapelle Sankt Ambrogio.[12]

## Sport
- Football Club Claro[13][14]

## Persönlichkeiten
- Ubertino da Gnosca (* um 1330 in Gnosca, erwähnt ab 1362 in Claro; † vor 1407 in Claro); Einnehmer der Zehnten, die der Capitanei von Locarno und der Domkirche Mailand zustanden[15]
- Tomaso Pagnamenta (1855–1930), Jurist, Politiker, Staatsrat und Nationalrat der Christlichdemokratischen Volkspartei (CVP)
- Federico Marioni (* 23. Juni 1866 in Claro; † 28. Februar 1938 in Mailand), Vater von Mario Marioni, Grafiker, Lithograph, Graveur[16]
- Alberto Totti (* 23. Juni 1903 in Claro; † 23. März 1947 in Bellinzona), Rechtsanwalt, Richter, Journalist des Il Lavoro, Gemeindepräsident von Claro[17]
- Mario Marioni (* 2. September 1910 in Mailand; † 18. März 1987 in Mendrisio, Bürger von Claro), Sohn des Federico, Maler, Kupferstecher, Illustrator[18][19]
- Renato Agostinetti (* 3. August 1938 in Claro; † 10. September 2024 in Bellinzona), Sekundarlehrer, Schauspieler, Kabarettist, Friedensrichter in Riviera TI[20]